# Ceriano Laghetto
Ceriano Laghetto [tʃeˈrjaːno laˈɡetto] es una localidad y comune italiana de la provincia de Monza y Brianza, región de Lombardía, con 6.293 habitantes.

## Evolución demográfica
| Gráfica de evolución demográfica de Ceriano Laghetto entre 1861 y 2001 |
|                                                                        |
| Fuente ISTAT - elaboración gráfica de Wikipedia                        |